# 洪岩镇
洪岩镇，是中华人民共和国江西省景德镇市乐平市下辖的一个乡镇级行政单位。

## 行政区划
洪岩镇下辖以下地区：
洪岩村、吴家村、洪罗村、甘村、项家庄村、段家村、下埠段村、湖村、国营历居寺分场生活区、国营阳山岗分场生活区、国营小坑分场生活区、国营历居山茶叶分场生活区、国营段家分场生活区、国营更新林场生活区、国营峁山分场生活区和国营历居山林科所生活区。